# 癌基因

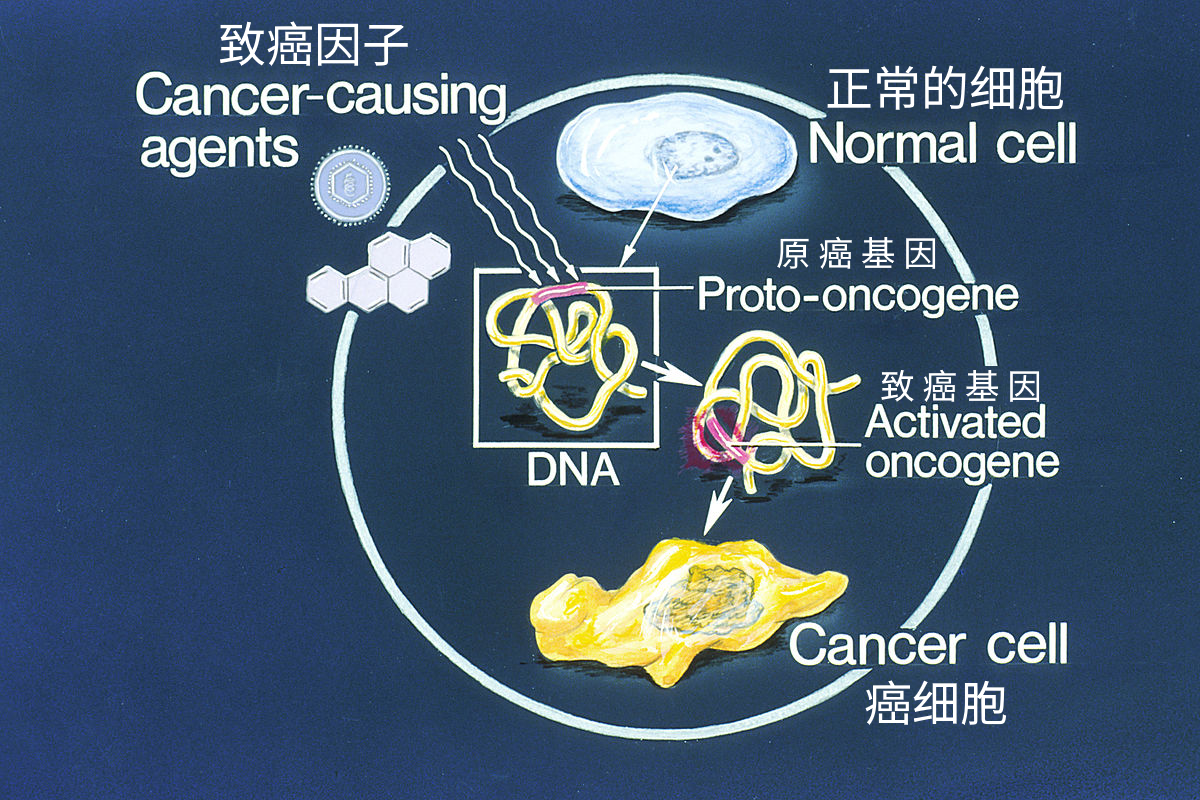
致癌基因的图解：正常细胞的基因组中存在一类与细胞增殖发育有关的原癌基因。原癌基因受到外部致癌因子刺激后可能会变为致癌基因，使正常的细胞转变为癌细胞

癌基因（英語：oncogene）又称致癌基因，是一类能使正常细胞转化为癌细胞的基因。一般而言，癌基因是功能出现异常的原癌基因。原癌基因（proto-oncogene）是正常细胞就具有的基因，一般与调控细胞的生长和增殖相关，功能正常的原癌基因并不会导致癌症，突变后转化成为致癌的癌基因。当原癌基因发生片段丢失、点突变、复制等突变后，就可能转化为癌基因。
原癌基因向癌基因的突变一般是获得功能的显性突变，一对等位基因中只要有一个座位上的原癌基因突变为癌基因就可能导致正常细胞转变成癌细胞。

## 历史
在很长一段时间里，学界都认为癌症是由病毒感染引起:89-92。1917年，德国细胞学家西奥多·博韦里（Theodor Boveri）提出癌症是由染色体的不正确重组造成的。1969年，美国国立卫生研究院的两名研究人员罗伯特·休伯纳与乔治·托达罗发现病毒基因组中的一类异常基因造成了癌细胞的异常增殖。他们将这类基因命名为“癌基因”。20世纪80年代，癌基因理论得到了进一步发展，研究人员发现癌基因是由正常细胞中的一类称为“原癌基因”的基因经突变转化而来。

## 原癌基因
原癌基因（proto-oncogene）是一类存在于正常细胞基因组中的基因。这类基因功能一般与细胞的增殖、生长与分化相关。原癌基因主要包括转录因子、生长因子、信号转导蛋白，以及凋亡调控蛋白。

## 癌基因
一般来说，癌基因是功能异常的原癌基因。原癌基因转变为致癌基因主要有两种机制。其一是原癌基因的表达水平由于基因重复或染色体的重排而上升，细胞中原癌基因编码的蛋白超过了正常水平、引发癌变。其二是原癌基因片段上发生了使该基因编码的蛋白质功能出现异常的突变，使原癌基因功能异常，进而引发癌变。导致原癌基因转化为癌基因的突变一般是获得功能的显性突变。因此，一对等位基因中只要有一个座位上的原癌基因突变为癌基因就可能导致正常细胞成为癌细胞。
除了由原癌基因突变产生的癌基因外，部分源于病毒的基因也可能引发癌症。能诱发鸡患上结肠癌的勞氏肉瘤病毒src基因即为一例:95-96。不过，这些病毒基因组中的癌基因最初是宿主细胞的基因。在演化过程中，病毒将这些基因纳入了自己的基因组中。

### 癌基因的确认方法
可以通过用癌细胞的DNA片段转染小鼠正常细胞的方式来鉴定致癌基因。如果正常细胞在转染后转化为癌细胞，就可以初步确定转染的片段中含有致癌基因:92-94。

### 癌基因的类型
癌基因主要的类型包括：酪氨酸激酶（如src）、其他蛋白激酶（如raf）、G蛋白（如ras）、生长因子（如Sis）、生长因子受体（如ErbB），以及位于细胞核内的蛋白（如转录因子MYC）。